# Christoffer Remmer
Christoffer Remmer (* 16. ledna 1993, Hvidovre, Dánsko) je dánský fotbalový obránce a bývalý mládežnický reprezentant, který hraje v klubu FC Kodaň.

## Klubová kariéra
V Dánsku hrál nejprve za tým Hvidovre IF. V profesionální kopané debutoval 4. 8. 2012 v dresu FC Kodaň.

## Reprezentační kariéra
Christoffer Remmer nastupoval za dánské mládežnické reprezentační od kategorie U16. Zúčastnil se Mistrovství Evropy hráčů do 21 let 2015 konaného v Praze, Olomouci a Uherském Hradišti, kde byli mladí Dánové vyřazeni v semifinále po porážce 1:4 ve skandinávském derby pozdějším vítězem Švédskem.